# Nombre polytopique
En arithmétique géométrique, un nombre polytopique, ou nombre hyperpolyédrique, est un nombre figuré comptant des points disposés régulièrement dans un polytope, ou hyperpolyèdre.

## Cas des trois familles de polytopes réguliers en toutes dimensions
Pour un polytope de dimension {\displaystyle k} possédant, pour {\displaystyle 0\leqslant i\leqslant k}, {\displaystyle N_{i}} cellules de dimension {\displaystyle i} qui sont toutes des polytopes équivalents ({\displaystyle N_{0}=S,N_{1}=A}) le nombre de points ajoutés à l'étape {\displaystyle n} est 
où {\displaystyle D_{i}} est le nombre, constant, de cellules de dimension {\displaystyle i} aboutissant à un sommet, et {\displaystyle P_{n,i}^{*}} le nombre polytopique d'ordre {\displaystyle n} associé aux cellules de dimension {\displaystyle i}, auquel on retranche le nombre de points situés sur leur frontière.

### Nombres simpliciaux ou hypertétraédriques
Ce sont des nombres figurés comptant des points répartis dans un simplexe, polytope généralisant le triangle et le tétraèdre. Le {\displaystyle n}-ième nombre {\displaystyle k}-simplicial ou hypertétraédrique de dimension {\displaystyle k}  est le nombre de points d'un {\displaystyle k}-simplexe dont les arêtes comportent {\displaystyle n} points. On l'obtient comme somme des nombres {\displaystyle (k-1)}-simpliciaux d'indices 1 à {\displaystyle n}, 
Partant de {\displaystyle S_{1}(n)=n={\binom {n}{1}}}, on obtient par récurrence, grâce à la formule d'itération de Pascal, de le calculer par récurrence :

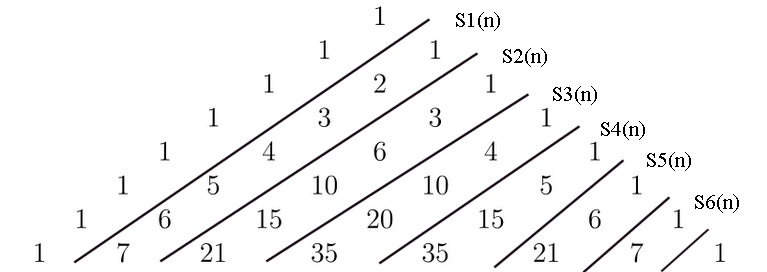
Triangle de Pascal avec indication des nombres hypertétraédriques.

où {\displaystyle k!} est la factorielle de {\displaystyle k}, {\displaystyle {n \choose k}=C_{n}^{k}} est un coefficient binomial, et {\displaystyle n^{\overline {k}}} une factorielle croissante.
Les nombres {\displaystyle k}-simpliciaux constituent donc la {\displaystyle (k+1)}-ième colonne du triangle de Pascal. Par exemple, pour les dimensions de 1 à 6, ce sont :
- {\displaystyle S_{1}(n)=n} (nombres linéaires)
- {\displaystyle S_{2}(n)={\frac {n(n+1)}{2}}} , nombres triangulaires, suite A000217 de l'OEIS
- {\displaystyle S_{3}(n)={\frac {n(n+1)(n+2)}{6}}} , nombres tétraédriques, suite A000292 de l'OEIS
- {\displaystyle S_{4}(n)={\frac {n(n+1)(n+2)(n+3)}{24}}} , nombres pentatopiques, suite A000332 de l'OEIS
- {\displaystyle S_{5}(n)={\frac {n(n+1)(n+2)(n+3)(n+4)}{120}}}, suite A000389 de l'OEIS
- {\displaystyle S_{6}(n)={\frac {n(n+1)(n+2)(n+3)(n+4)(n+5)}{720}}}, suite A000579 de l'OEIS.

### Nombres hypercubiques
Ce sont des nombres figurés comptant des points répartis dans un hypercube, polytope généralisant le carré et le cube. Le {\displaystyle n}-ième nombre  {\displaystyle k}- hypercubique ou hypercubique de dimension {\displaystyle k} est le nombre de points répartis dans un hypercube de dimension {\displaystyle k} dont les arêtes comportent {\displaystyle n} points. Il est égal à la puissance parfaite {\displaystyle C_{k}(n)=n^{k}}.

### Nombres hyperoctaédriques
Ce sont des nombres figurés comptant des points répartis dans un hyperoctaèdre, polytope généralisant le carré et l'octaèdre. Le {\displaystyle n}-ième nombre  {\displaystyle k}- hyperoctaédrique ou hyperoctaédrique de dimension {\displaystyle k} est le nombre de points d'un hyperoctaèdre dont les arêtes comportent {\displaystyle n} points. Il est égal à {\displaystyle O_{k}(n)=\sum _{i=0}^{k-1}{\binom {k-1}{i}}{\binom {n+i}{k}}},.
Par exemple, pour les dimensions de 1 à 6, ce sont :
- {\displaystyle O_{1}(n)=n} (nombres linéaires)
- {\displaystyle O_{2}(n)={\binom {n}{2}}+{\binom {n+1}{2}}=n^{2}} , nombres carrés : 1, 4, 9, 16, 25, ...,  suite A000290 de l'OEIS
- {\displaystyle O_{3}(n)={\binom {n}{3}}+2{\binom {n+1}{3}}+{\binom {n+2}{3}}={n(2n^{2}+1) \over 3}} , nombres octaédriques :  1, 6, 19, 44, 85, ...,  suite A005900 de l'OEIS
- {\displaystyle O_{4}(n)={\binom {n}{4}}+3{\binom {n+1}{4}}+3{\binom {n+2}{4}}+{\binom {n+3}{4}}={n^{2}(n^{2}+2) \over 3}}, nombres 4-hyperoctaédriques : 1, 8, 33, 96, 225, ...,  suite A014820 de l'OEIS
- {\displaystyle O_{5}(n)={\frac {n(2n^{4}+10n^{2}+3)}{15}}}, nombres 5-hyperoctaédriques : 1, 10, 51, 180, 501, ...,  suite A069038 de l'OEIS
- {\displaystyle O_{6}(n)={\frac {n^{2}(2n^{4}+20n^{2}+23)}{45}}}, nombres 6-hyperoctaédriques : 1, 12, 73, 304, 985, ...,  suite A069039 de l'OEIS.

La suite double {\displaystyle (O_{k}(n))} est répertoriée, avec inversion de {\displaystyle k} et {\displaystyle n}, comme suite A142978 de l'OEIS.
Elle peut être définie par récurrence par :{\displaystyle {\begin{cases}O_{k}(1)=1,O_{1}(n)=n,&\\O_{k}(n)=O_{k}(n-1)+O_{k-1}(n-1)+O_{k-1}(n),&{\text{pour }}2\leqslant k\leqslant n\end{cases}}}.
Ceci permet de construire facilement le triangle de ces nombres, les suites {\displaystyle (O_{k}(n))_{n}} se lisant dans les diagonales descendantes :
```
            1
          1   2
        1   4   3
      1   6   
9
   4
    1   8  
19   16
   5
  1   10  33  
44
  25   6
1  12   51  96  85  36   7
```

Le triangle de Delannoy a la même définition, sauf que les deux bordures sont remplies de 1.
Il existe de plus une formule de symétrie : {\displaystyle kO_{k}(n)=nO_{n}(k)}.

## Cas des cinq polytopes réguliers exotiques

### En dimension quatre
Pour les nombres hyperdodécaédriques ou hécatonicosachoriques, les nombres hypericosaédriques ou hexacosichoriques et les nombres hypergranatoédriques ou icositétrachoriques :